# 영국 왕립 해병대
여왕폐하의 왕립 해병대(The Corps of Her Majesty's Royal Marines) 또는 국왕폐하의 왕립 해병대(The Corps of His Majesty's Royal Marines) 또는 영국 왕립 해병대(The Corps of Royal Marines 로열 머린스[*], RM)는 영국 왕립 해군의 해병대이다. 2010년경 현재 현역 정규군은 7,720명이고 예비군은 970명이다. 영국 왕립 해병대의 해병사령관은 소장이다.

## 부가 설명
영국 해병대는 영국 해군이므로 원칙상 영국 해군의 모든 보직 임용에 제한이 없다. 또한 부대 발전안 및 정책이나 무기체계 획득에 차별도 존재하지 않는다. 영국 해병대는 전통상, 제도상, 또한 해군 지휘부의 인식상 차별이 없다. 그렇기 때문에 당연히 스스로도 영국 해군의 일원으로 소속감을 갖는다.
영국 해병대 대원들은 영국 해군의 전투기, 그외 영국 해군의 고정익 항공기, 회전익 항공기(대잠헬기, 수송헬기 등) 등에 조종사, 승무원 등으로 진출해 있다.
또한 영국 해군의 고위직에 영국 해병대 장교는 제한없이 임용된다. 영국 해병대사령관은 소장(2성장군)이나, 영국 해병대사령관을 역임한 해병대 장성은 이후 영국 해군의 고위직과 영국군의 합참과 합동조직에서 진출하여 통상 3성장군이나 4성장군으로 전역한다.

## 편성

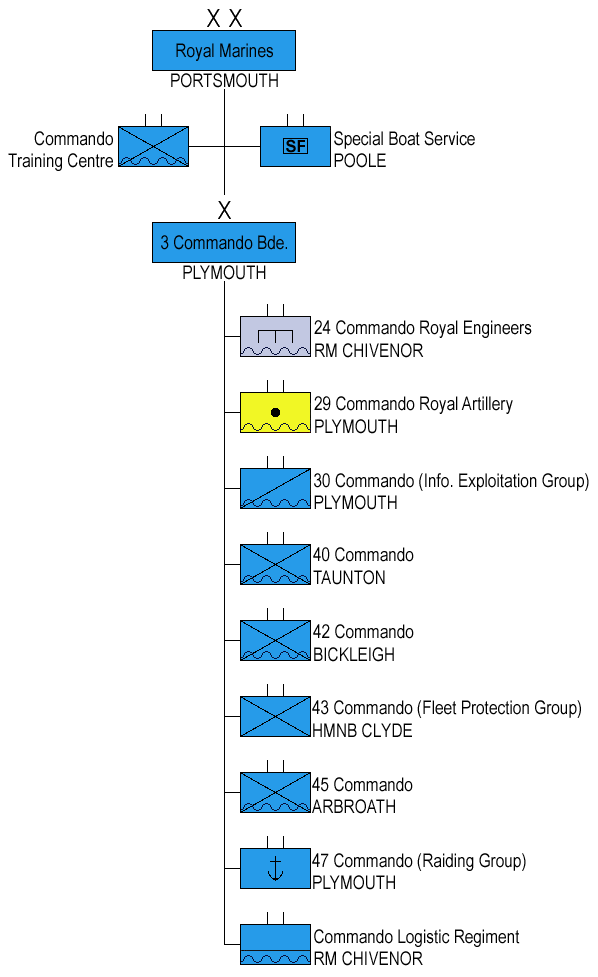
왕립해병대의 운영 구조 (2016년 기준)

- 제3코만도여단(3 Commando Brigade)
  - 제40코만도(30 Commando Royal Marines)
  - 제42코만도(42 Commando Royal Marines)
  - 제43코만도 함대방호단(43 Commando Fleet Protection Group Royal Marines)
  - 제45코만도(45 Commando Royal Marines)
  - 제30코만도정보개척단(30 Commando Information Exploitation Group)
  - 제24코만도공병연대(24 Commando Engineer Regiment)
  - 왕립 포병 제29코만도연대(29 Commando Royal Artillery)
  - 왕립해병기갑지원단(Royal Marines Armoured Support Group (RMASG))
- 제1왕립해병강습단(1 Assault Group Royal Marines (1AGRM)
  - 제4강습전대
  - 제6강습전대
  - 제539강습전대(539 Assault Squadron)
- 코만도 훈련소(Commando Training Centre Royal Marines)
- SBS(Special Boat Service) - 영국 특수부대국장 작전통제 아래에 있다.
- 왕립해병대 군악대(Royal Marines Band Service)